# Cima del Cacciatore
Il Cima del Cacciatore è una montagna delle Alpi Giulie di 2.071 m s.l.m., posta nel comune di Tarvisio (UD), a sud della frazione di Camporosso, appartenente alla Catena Jôf Fuârt-Montasio.

## Descrizione
La cima costituisce uno splendido balcone naturale sulle Alpi Giulie ma anche su catene più distanti quali Alpi Carniche e alti Tauri a nord.
La cima del Cacciatore è racchiusa a nord dalla val Canale, dalla Valbruna ad ovest (nella parte alta denominata val Saisera) e dalla valle di Riofreddo a sud-est. Dopo una conca ghiaiosa si risale un canalino che, raggiunta una forcella, dopo alcuni semplici roccette porta alla croce sommitale.
Si può effettuare un giro ad anello dal Santuario del monte Lussari tramite i sentieri 613 e 617. Il primo più diretto, il secondo più lungo e con maggiori saliscendi.